# Agrioglypta episcopalis
Agrioglypta episcopalis là một loài bướm đêm trong họ Crambidae.